# 阿梅利亚 (特尔尼省)
阿梅利亚（義大利語：Amelia）是意大利翁布里亚大区特尔尼省的一个市镇。总面积132.55平方公里，人口12,013人，人口密度90.6人/平方公里（2009年）。ISTAT代码为055004。

## 友好城市
- 法國 茹瓦尼